# Narek Mkrtchian
Narek Mkrtchian (né le 20 juin 1989) est un homme politique et universitaire arménien, il est l'actuel Ministre du Travail et des Affaires sociales et ancien député.

## Biographie
Narek Mkrtchian est diplômé d'une maitrise de la faculté d'histoire de l'université d'État d'Erevan. Il est également diplômé d'une maitrise en sciences politiques et relations internationales à l'Université américaine d'Arménie. Il est historien.
Il est maître de conférences en Histoire à l'Université américaine d'Arménie et de l'Université d'État de Youngstown.
Le 9 décembre 2018, il est élu député de la 6e circonscription avec l'Alliance « Mon pas ». Il démissionne de son mandat en avril 2021.
Le 2 août 2021, il est nommé Ministre du Travail et des Affaires sociales dans le troisième gouvernement de Nikol Pachinian.